# Метлов, Николай Афанасьевич
Николай Афанасьевич Метлов (16 (28) января 1885, Москва — 8 июня 1971, Москва) — советский педагог в области преподавания музыки, кандидат педагогических наук, высококвалифицированный специалист в области музыкального воспитания детей дошкольного возраста, один из основоположников дошкольного образования в СССР.

## Биография
Учился в частной музыкальной школе Н. Ф. Коваленской (Морошкиной), в 1904 году стал в ней педагогом по музыке. Позднее учился в Московской консерватории у К. Н. Игумнова, которую окончил в 1914 году. С 1916 года перебрался временно в Киев, с 1917 года по 1920 год преподавал ритмику пения в различных учебных заведениях, в 1921 году вернулся в Москву. Некоторое время учился в Ритмическом институте. В 1923—1932 годах преподавал в Академии коммунистического воспитания имени Н. К. Крупской. Одновременно с 1924 года — научный сотрудник Второго Московского государственного университета, а после его реорганизации в 1930 году — Московского государственного педагогического института. В 1940 году защитил кандидатскую диссертацию на тему «Вокальные возможности детей дошкольного возраста и методические указания к постановке пения в детском саду». Работал в педагогическом институте до 1952 года.
Автор методических программ в области преподавания музыки в дошкольных учреждениях для педагогических вузов, а также для соответствующих курсов и семинаров. В 1935 году совместно с супругой Л. И. Михайловой издал учебное пособие «Музыкальное воспитание в дошкольных учреждениях» (переиздано в 1939 году). Выпустил ряд статей по данному вопросу в журнале «Дошкольное воспитание». Также участвовал в составлении и подготовке к изданию сборников музыки и песен для детских садов, в том числе таких как «Детские оперы-игры» композитора М. Красева (М., 1959).
Согласно составителям сборника статей Н. А. Метлова, он «стремился создать стройную систему музыкального воспитания, в которую гармонично входят обучение детей слушанию музыки, пению, музыкально-ритмическим движениям, игре на детских музыкальных инструментах». Экспериментальной площадкой для воплощения идей Метлова был московский детский сад № 657, где работала супруга педагога Л. И. Михайлова.